# 意大利音乐产业联盟
意大利音乐产业联盟（義大利語：Federazione Industria Musicale Italiana）是意大利一個追蹤該國音樂唱片產業的一個組織，於1992年建立。該組織成立之後，許多廠牌陸續離開了原有組織意大利唱片業协会（Associazione dei Fonografici Italiani）轉而與該組織合作。截至2011年，意大利音乐产业联盟以代表超過2500家唱片經營音樂產業。
意大利音乐产业联盟是國際唱片業協會的一員。其成立的主要目的是保护意大利唱片產业的利益。
1995年3月，聯盟開始發佈意大利官方專輯榜單。1997年1月，聯盟又提供了單曲榜單。由於實體唱片市場的衰落，2008年1月1日，聯盟開始以數位下載榜單取代原有的實體單曲榜單。
2011年7月，恩佐·馬薩確認成為聯盟的主席。

## 外部連結
- 官方網站